# Трэвэл, Уил
Уи́льям (Уил) Трэвэ́л (англ. William "Wil" Traval, род. 9 июля 1980, Виктория) — австралийский актёр. Наиболее известен по роли Уилла Симпсона в телесериале «Джессика Джонс»

## Биография
Трэвэл родился на клубничной ферме рядом с г. Колак, штат Виктория. У него русские корни. В школе, которую он окончил в шестнадцать лет, Трэвэл был увлечён актёрским мастерством и снимал короткометражки со своими друзьями. В этих короткометражках он сыграл множество ролей, от оборотня до психопата. Эти любительские видео выиграли многочисленные награды за кинематографию и режиссуру на нескольких кинофестивалях.
Трэвэл изучал средства массовой информации и литературу в университете «Ла Троб», но позже он предпочёл учиться в Национальном институте драматического искусства. Это решение стало началом его десятилетней успешной карьеры в австралийском кино и на телевидении. Затем Уил переехал в США, чтобы продолжить карьеру в Голливуде.

## Фильмография
| Год       |     | Русское название           | Оригинальное название          | Роль                          |
| --------- | --- | -------------------------- | ------------------------------ | ----------------------------- |
| 2003      | с   | Сине-белый воротничок      | White Collar Blue              | констебль Том Сондерс         |
| 2003      | с   | Все святые                 | All Saints                     | отец Джон Гарриган            |
| 2004      | с   | Дочери Маклеода            | McLeod's Daughters             | Дилан Эбботт                  |
| 2004      | тф  | Джессика                   | Jessica                        | Билли Симпл                   |
| 2006      | кор | Последние дни Конни Хэйс   | The Last Days of Connie Hays   | Вэл                           |
| 2004—2008 | с   | Все святые                 | All Saints                     | Джек Куэйд                    |
| 2009—2011 | с   | Спецотдел по спасению      | Rescue: Special Ops            | Хэмиш Макинтайр               |
| 2010      | с   | Криминальная Австралия     | Underbelly: The Golden Mile    | Джо Дули                      |
| 2010      | ф   | Приманка                   | Primal                         | Дейс                          |
| 2011      | с   | Воздействие                | Leverage                       | Крэйг Мэттингли               |
| 2012      | с   | Болота                     | The Glades                     | Нил Гэннон                    |
| 2012      | с   | Декстер                    | Dexter                         | Тони Раш                      |
| 2012      | с   | Переростки                 | The Inbetweeners               | Джонно                        |
| 2013      | с   | Красная вдова              | Red Widow                      | Ирвин Петров                  |
| 2013      | с   | Риццоли и Айлс             | Rizzoli and Isles              | Джим Блэкмен                  |
| 2013      | ф   | Пять тринадцать            | Five Thirteen                  | Ричард                        |
| 2013—2015 | с   | Однажды в сказке           | Once Upon a Time               | Кит / Шериф Ноттингема        |
| 2015      | с   | C.S.I.: Место преступления | CSI: Crime Scene Investigation | Карло Дероса                  |
| 2015      | с   | Джессика Джонс             | Jessica Jones                  | Уилл Симпсон                  |
| 2016      | с   | Стрела                     | Arrow                          | Кристофер Ченс / Живая Мишень |
| 2017      | с   | Гримм                      | Grimm                          | Разрушитель                   |